# Palmovka (stanice metra)
Palmovka (zkratka PA) je stanice metra nacházející se v Libni na Palmovce, na provozním úseku II.B byla dokončena roku 1990. Pracovní název stanice byl Libeňská.

## Charakteristika stanice

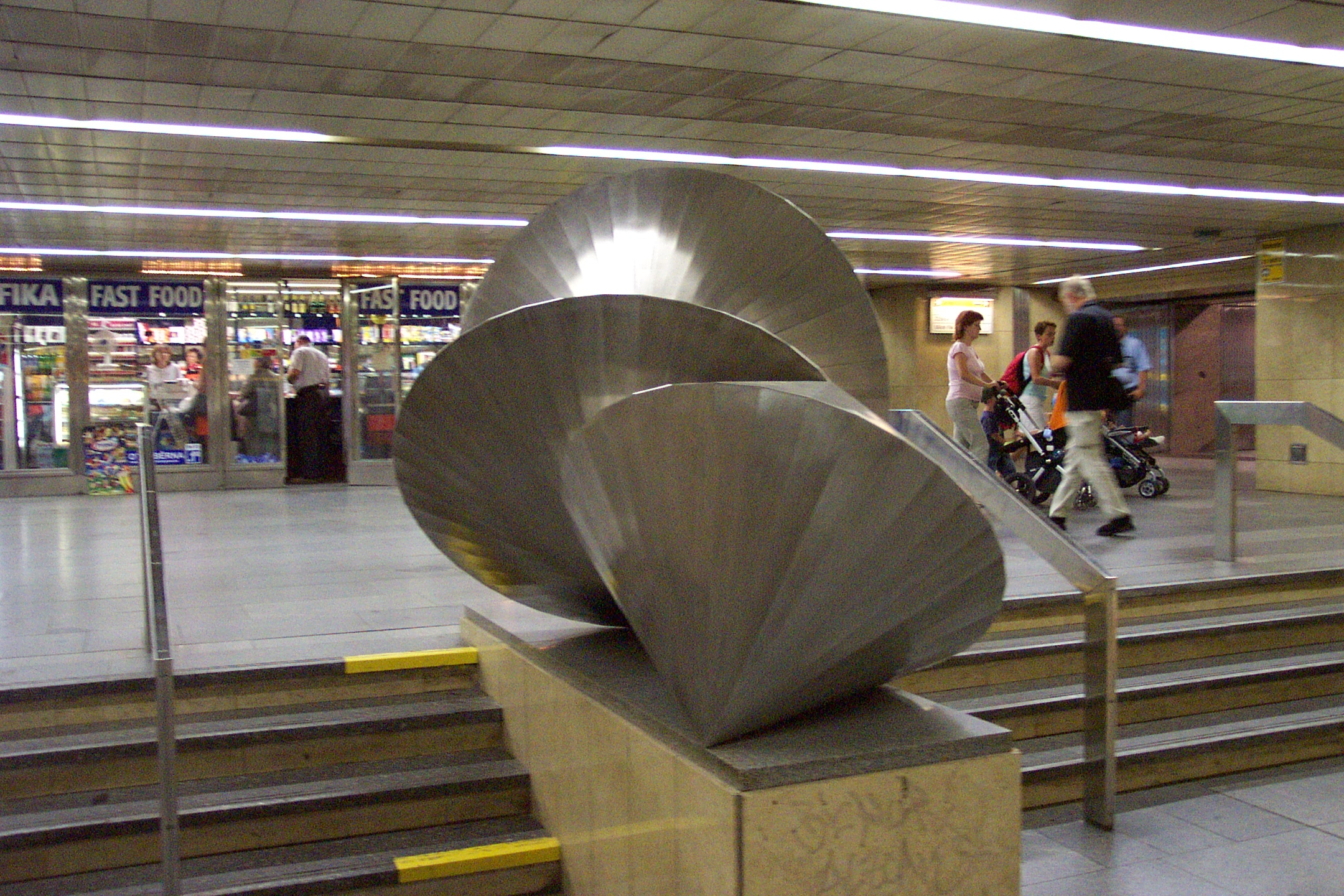
Plastika ve vchodu do stanice metra Palmovka

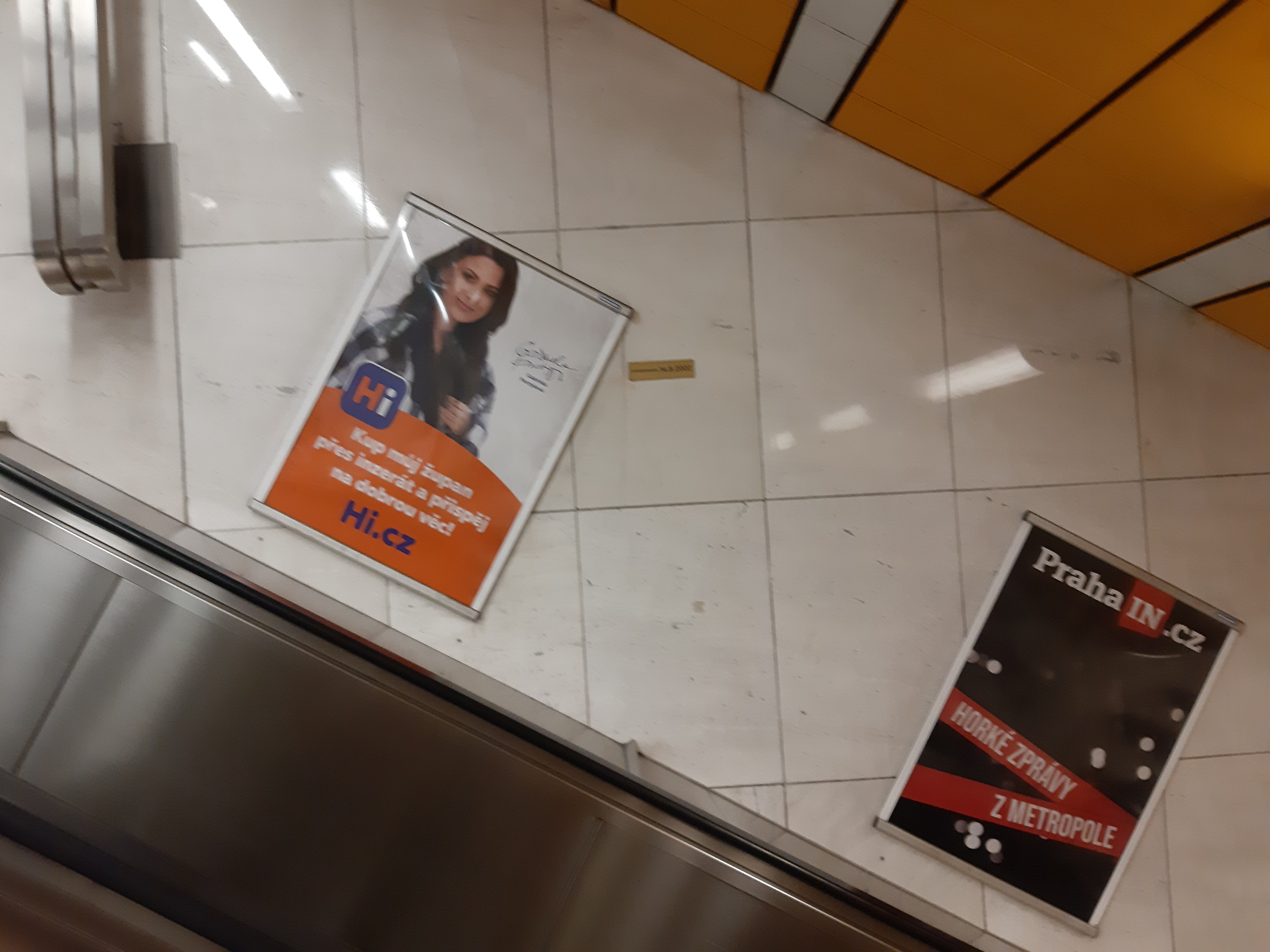
Ryska dodnes ukazuje, kam sahala hladina při povodni v roce 2002

Stanice se nachází podélně s a pod ulicí Na Žertvách. Je hloubená, založená v mělké jámě (12,4 m pod povrchem), 8,5 m pod hladinou podzemní vody. Palmovka je dlouhá 203 m a má 10 m široké nástupiště, bez sloupů. Stanice je obložena bílým, perleťovým dekorativním sklem a obkladačkami, vestibuly jsou obloženy mramorovými deskami. 
Ze stanice vedou dva vestibuly spojené s nástupištěm eskalátory. První vestibul vede na pěší zónu ke křižovatce Palmovka, kde je možný přestup na tramvajovou dopravu, druhý pak směřuje k místnímu autobusovému nádraží na náměstí Bohumila Hrabala.
Stanice je od listopadu 2017 bezbariérovou stanicí. Při jízdě po eskalátorech je možné si všimnout malé cedulky, která ukazuje, kam až byla stanice zatopena při povodních v roce 2002.

## Budoucnost
V blízké budoucnosti se připravuje zástavba prostoru nad stanicí metra obytným komplexem One Palmovka.